# 五爪竹
五爪竹（学名：Indosasa triangulata）为禾本科大节竹属下的一个种。